# Курська атомна електростанція
Курська атомна електростанція — діюча атомна електростанція, розташована в місті Курчатов Курської області, Росія, на березі річки Сейм за 40 км від Курська. Станція складається з чотирьох енергоблоків загальною потужністю 4 ГВт.
Курська АЕС стала другою станцією з реакторами типу РБМК-1000 після Ленінградської АЕС, запущеної в 1973 році, та має аналогічний план з Чорнобильською АЕС.
Станція видає електроенергію по дев'яти лініях електропередачі, по трьох з яких електроенергія експортується до України для електропостачання Півночі та Північного Сходу країни.

## Історія будівництва
Рішення про будівництво Курської атомної станції було прийнято у вересні 1966 року. Необхідність будівництва АЕС була викликана швидким розвитком промислово-економічних комплексів Курської магнітної аномалії. Тут знаходяться найбільший в Росії Старооскольський електрометалургійний комбінат і центр залізорудного басейну Курської магнітної аномалії: Михайлівський, Лебединський, Стойленський гірничозбагачувальні комбінати, Липецький металургійний комбінат.
У 1971 році почалися роботи на промисловому майданчику Курської АЕС. Спорудження енергоблоку «Курськ-1» розпочалося 1 червня 1972 року і завершилося 19 грудня 1976 року синхронізацією в мережу. Перший комерційний запуск енергоблока нової станції відбувся 12 жовтня 1977 року. До 1985 року в експлуатацію було введено ще 3 реактори станції.

### Будівництво 5-го енергоблока
Будівництво 5-го енергоблока розпочалося 1 грудня 1985 року. У 1990-ті роки будівництво кілька разів зупинялося і знову відновлювалося. На початку 2000-х років будівництво практично зупинено, попри те що енергоблок мав високий ступінь готовності — обладнання реакторного цеху змонтовано на 70 %, основне обладнання реактора РБМК — на 95 %, турбінного цеху — на 90 %.

## Виведення з експлуатації
На початок 2025 року на Курській АЕС працюють два енергоблоки з реакторами РБМК-1000, електричною потужністю до 1000 МВт кожен, які були введені в експлуатацію послідовно в 1983 та 1985 роках. Після аварії на Чорнобильській АЕС було заморожено будівництво п'ятого енергоблоку
. 
Перший енергоблок КуАЕС, який працював з 1976 року, було виведено з експлуатації у 2021 році 
. 
Другий енергоблок, який працював з 1979 року, було зупинено 31 січня 2024 року
[. 
Експлуатація третього та четвертого енергоблоків Курської АЕС планується до 2033 та 2035 років відповідно 
.

## Інформація по енергоблоках
| Енергоблок | Тип реакторів | Потужність | Потужність | Початок будівництва | Підключення до мережі              | Введення в експлуатацію            | Закриття                           |
| Енергоблок | Тип реакторів | Чистий     | Брутто     | Початок будівництва | Підключення до мережі              | Введення в експлуатацію            | Закриття                           |
| ---------- | ------------- | ---------- | ---------- | ------------------- | ---------------------------------- | ---------------------------------- | ---------------------------------- |
| Курськ-1   | РБМК-1000     | 925 МВт    | 1000 МВт   | 01.06.1972          | 19.12.1976                         | 12.10.1977                         | 19.12.2021                         |
| Курськ-2   | РБМК-1000     | 925 МВт    | 1000 МВт   | 01.01.1973          | 28.01.1979                         | 17.08.1979                         | 31.01.2024                         |
| Курськ-3   | РБМК-1000     | 925 МВт    | 1000 МВт   | 01.04.1978          | 17.10.1983                         | 30.03.1984                         | 2033 (план)                        |
| Курськ-4   | РБМК-1000     | 925 МВт    | 1000 МВт   | 01.05.1981          | 02.12.1985                         | 05.02.1986                         | 2035 (план)                        |
| Курськ-5   | РБМК-1000     | 925 МВт    | 1000 МВт   | 01.12.1985          | Будівництво призупинено 15.08.2012 | Будівництво призупинено 15.08.2012 | Будівництво призупинено 15.08.2012 |
| Курськ-6   | РБМК-1000     | 925 МВт    | 1000 МВт   | 01.08.1986          | Будівництво призупинено 01.12.1993 | Будівництво призупинено 01.12.1993 | Будівництво призупинено 01.12.1993 |